# ArmaLite
 (décembre 2014).
Si vous disposez d'ouvrages ou d'articles de référence ou si vous connaissez des sites web de qualité traitant du thème abordé ici, merci de compléter l'article en donnant les références utiles à sa vérifiabilité et en les liant à la section « Notes et références ».
Armalite est une entreprise  américaine qui a été créée en 1954 comme une filiale de la Fairchild Engine & Airplane Corporation pour fabriquer des armes issues des matériaux légers de l'aéronautique.
Son siège social et ses usines étaient situés à Costa Mesa en Californie.
Elle a été vendue en 1983 à une entreprise philippine puis ferma ses portes en 1987. Son nom a été racheté en 1996 par Eagle Arms pour devenir ArmaLite, Inc.. Son siège se situe aujourd'hui à Geneseo dans l'Illinois.

## Armes produites
Les ingénieurs d'Armalite sont les créateurs de la carabine de survie AR-7 mais aussi et surtout des fusils d'assauts AR-10, M16 et AR-18.
La firme a ensuite vendu des licences de fabrication de ces armes aux fabricants suivants : Colt (M16 et AR-15), Artillerie-Inrichtingen (AR-10), enfin Howa Machinery Company et Sterling Armament Company pour l'AR-18.
Depuis le rachat de son nom par Eagle Arms en 1996, ArmaLite, Inc. fabrique de nouveau ces armes et des dérivés avec une réussite commerciale qui manqua à la première entreprise portant ce nom.